# Д’Аренберг, Летиция
Летиция д’Аренберг (Летиция Мари Мадлен Сюзанна Валентина де Бельзанс д’Аренберг) (род. 2 сентября 1941, Бруммана, Французский Ливан) — уругвайская бизнесвумен французского происхождения.

## Биография
Родилась 2 сентября 1941 года в городе Бруммана в Ливане. Единственная дочь французских дворян, Анри Рене Мари де Бельзанс-Кастельморона, маркиза де Бельзанс (1909—1944), и графини Мари Терезы де ла Пёц д’Арамбуре (1911—2005). Её отец, Анри де Бельзанс служил офицером марокканских тиральеров и погиб в битве при Монте-Кассино 13 мая 1944 года. Он принадлежал к древнему дворянскому роду Франции, родом из Нижней Наварры. Его предки владели сеньорией Бельзанс близ Байонны и упоминаются с XII века. В 1739 году род Бельзанс был представлен перед королём в Версальском дворце в Париже.
20 августа 1949 года мать Летиции вновь вышла замуж за принца Эрика Энгельберта, 11-го герцога Аренберга (1901—1992), второго сына Энгельберта, 10-го герцога фон Аренберга (1872—1949), и Хедвиги де Линь, принцессы де Линь (1877—1938). В 1951 году Летиция переехала с семьёй из Европы в Уругвай. 15 февраля 1956 года Летиция и её младший брат Родриго (род. 1942) были усыновлены своим отчимом, принцем Эриком Энгельбертом. Хотя усыновление не даёт прав ей использовать или наследовать династические титулы и стили принца и герцога д’Аренберг, Летиция получила фамилию «д’Аренберг» и стала одной из наследниц личного состояния своего отчима.

## Брак и дети
19 июня 1965 года в Санкт-Гильгене (Австрия) был зарегистрирован брак Летиции д’Аренберг с эрцгерцогом Леопольдом Францем Австрийским (род. 1942), титулярным великим герцогом Тосканским. Церковное бракосочетание состоялось 28 июля 1965 года в Менту-Салон (Франция) . В браке родились 2 сына:
- Эрцгерцог Сигизмунд Отто Австрийский, принц Тосканский (род. 21 апреля 1966, Лозанна)[1][4] , с 1999 года женат на Алисе Джульетте Эдменстен (род. 11 сентября 1973), трое детей
- Эрцгерцог Гунтрам Мария Австрийский, принц Тосканский (род. 21 июля 1967, Монтевидео)[4], женат с 1996 года на Деборе де Соло (род. 21 января 1970), двое детей

21 мая 1981 года в Зальцбурге (Австрия) был оформлен развод Летиции с мужем. Эрцгерцог Леопольд Франц Австрийский переехал в Европу, где в июне 1993 года вторично женился на Марте Перес-Вальверде (род. 13 марта 1947), гражданке Сальвадора. Женившись во второй раз, Леопольд Франц вынужден был отказаться от главенства в тосканской линии Габсбург-Лотарингского дома в пользу своего старшего сына, эрцгерцога Сигизмунда. В июле 1998 года Леопольд Франц развёлся со своей второй женой.
После развода с первым мужем Летиция д’Аренберг осталась в Уругвае. Через несколько лет она повторно вышла замуж за Джона Энсона.

## Бизнес
Летиция д’Аренберг является владелицей многих компаний, в том числе Las Rosas, Simoca (Lapataia), Liderak (импортёр мотоциклов Mondial/Juki), Bor (импортёр автомобилей Mitsubishi Motors и Great Wall Motor), Nimansur (импортёр грузовиков JAC Motors) и других.

## Награды
10 апреля 2009 года указом президента Франции Николя Саркози Летиция д’Аренберг была награждена Орденом Почётного легиона со степенью кавалер (chevalier). Она получила награду в знак признания тридцати лет её успешной профессиональной деятельности. Она помогает многим социальным проектам в Уругвае, в частности находящимся в неблагоприятных условиях детям и молодым людям, пристрастившимся к наркотикам. Официальная церемония награждения состоялась 24 сентября во время официального визита в Уругвай делегации французских сенаторов во главе с Жан-Марком Пастором.